# Henry Charles Hall
Pour les articles homonymes, voir Henry Hall et Hall.
Henry Charles Hall (25 novembre 1883-27 février 1962) est un homme politique canadien de la Colombie-Britannique. Il est député provincial libéral de la circonscription britanno-colombienne de Victoria City de 1916 à 1920.
Bell meurt à Victoria en février 1962 à l'âge de 78 ans.